# Affaire de Kings-Bay

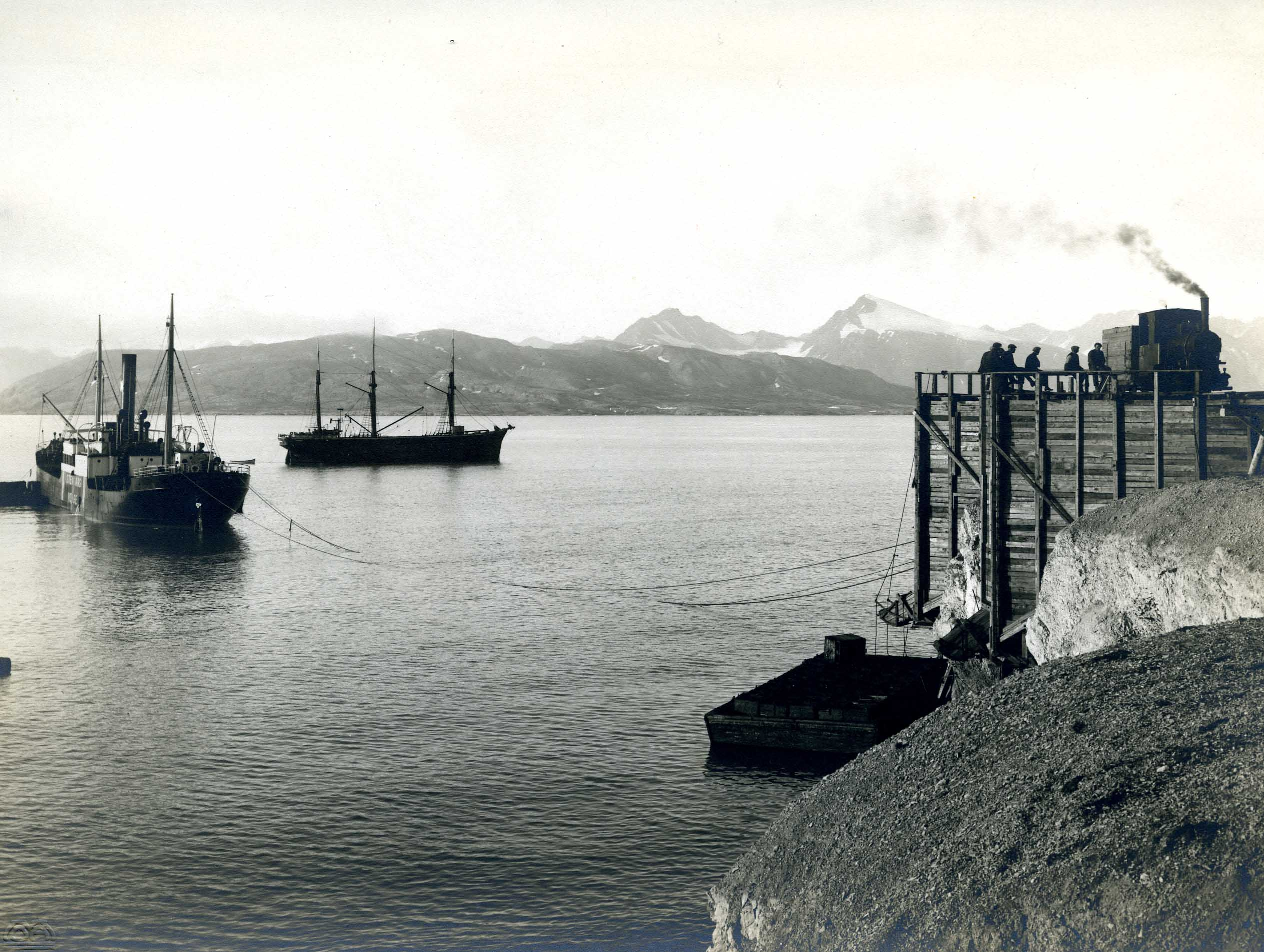
Chargement de charbon pour la Kings Bay Kull Compani

L'Affaire de Kings Bay, (Kings Bay-saken) en norvégien, est liée à un accident mortel à l'automne 1962 dans une mine de charbon au Svalbard. Le rapport sur cet accident paru à l'été 1963 provoqua une crise gouvernementale en Norvège. La crise se termina avec la démission du gouvernement travailliste d'Einar Gerhardsen, laissant la place au premier gouvernement de droite depuis la guerre, dirigé par John Lyng.
L'accident coûta la vie à 21 personnes. Il eut lieu le 5 novembre 1962 dans la mine «Esther I» dans le Kongsfjorden (en anglais Kings Bay). Les causes de l'accident sont méconnues mais on pense qu'il est lié au mauvais état de la mine et à une très forte concentration en méthane.